# Velp

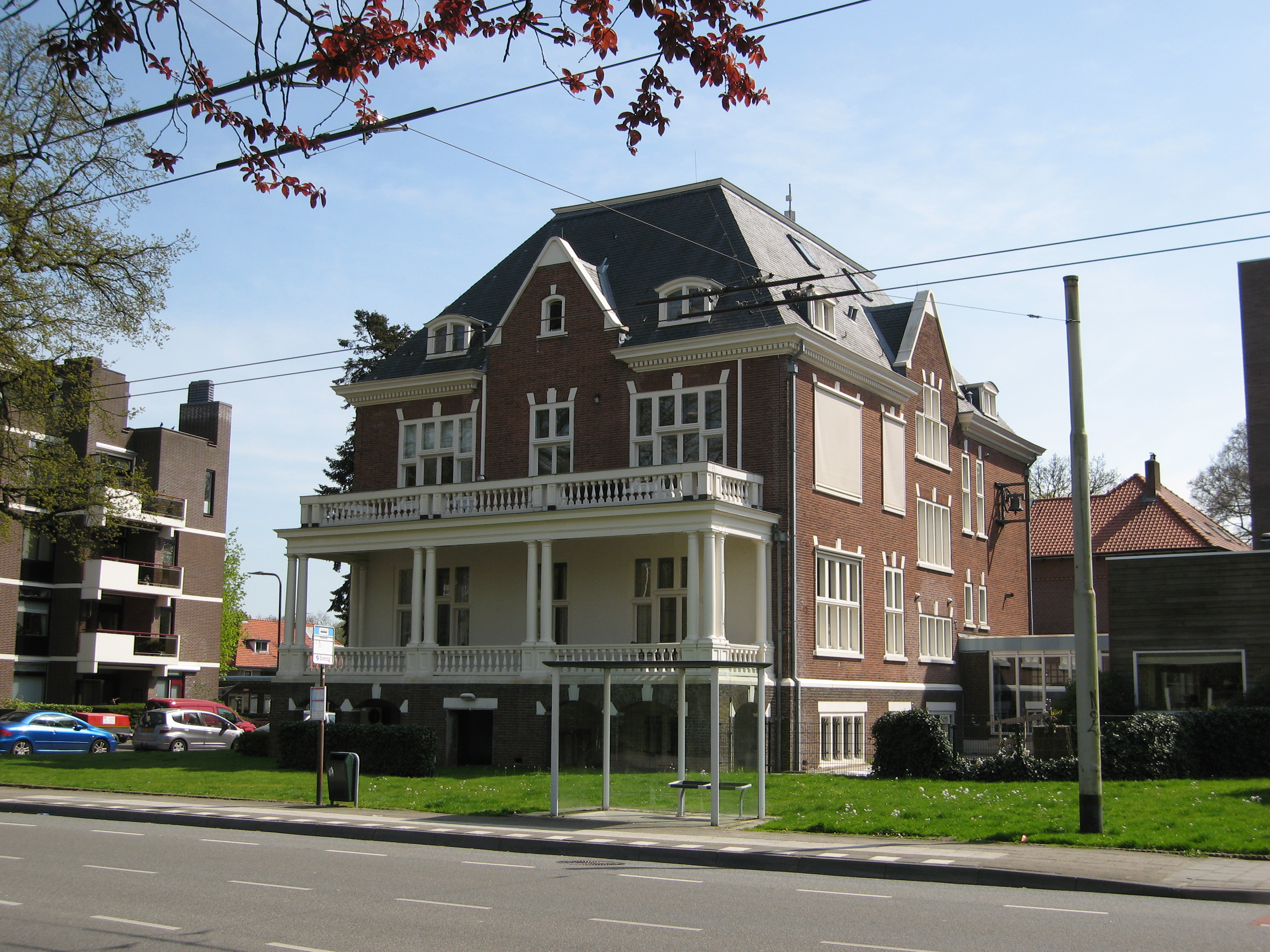
Velp: edificio nella Hoofdstraat

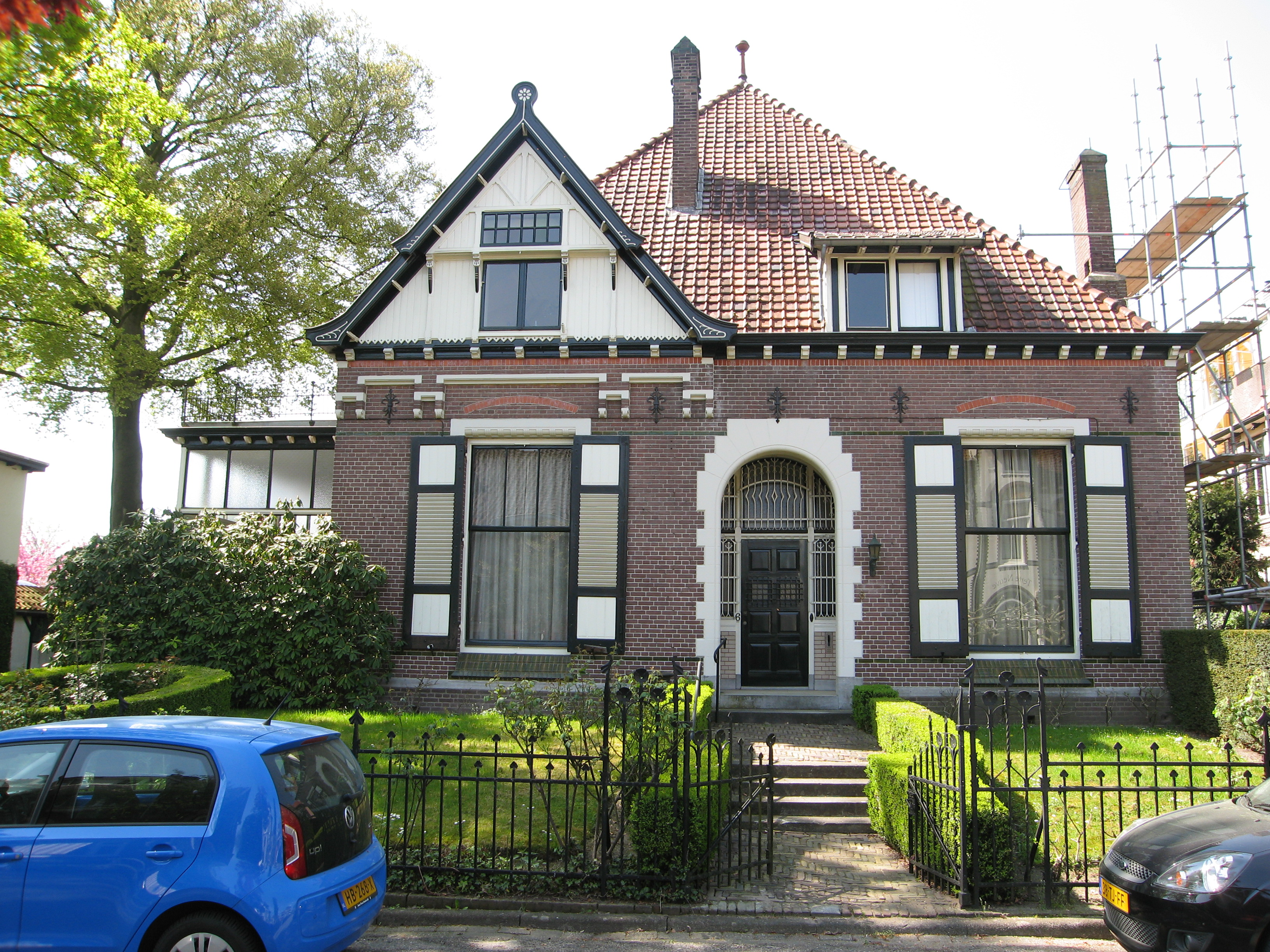
Velp: edificio nella Havelaarstraat

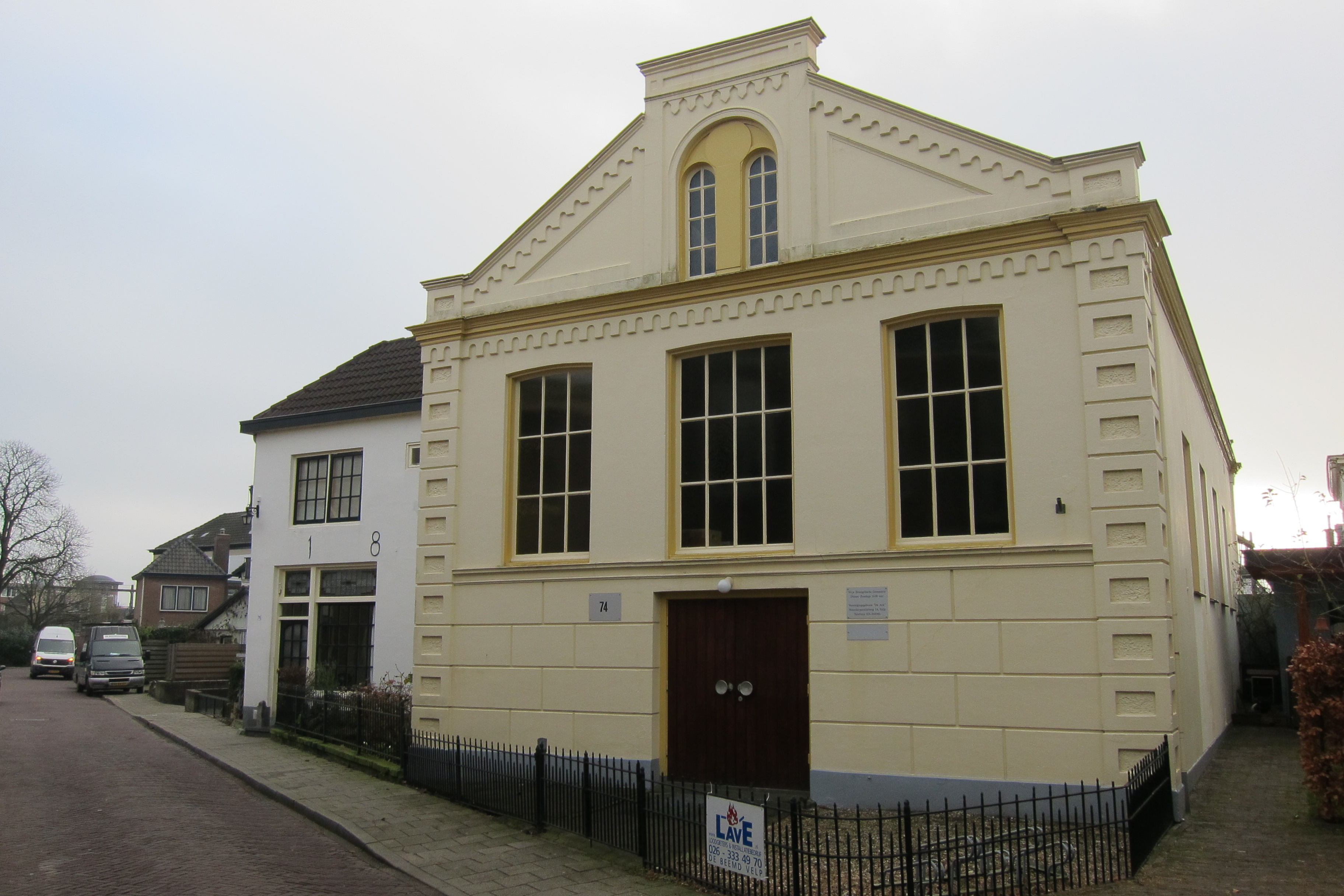
Velp: l'Oranjekerk

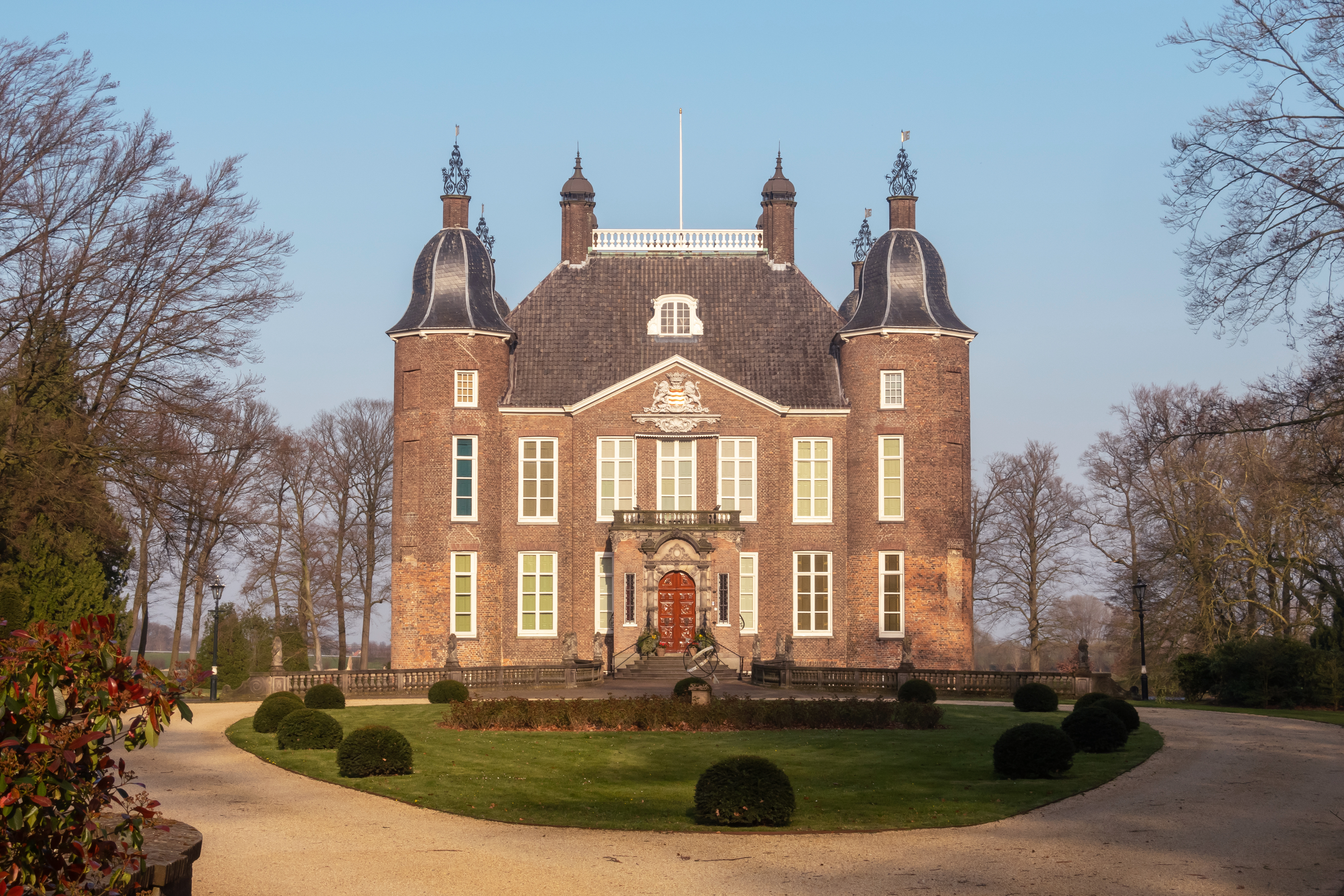
Velp: il castello della tenuta di Biljoen

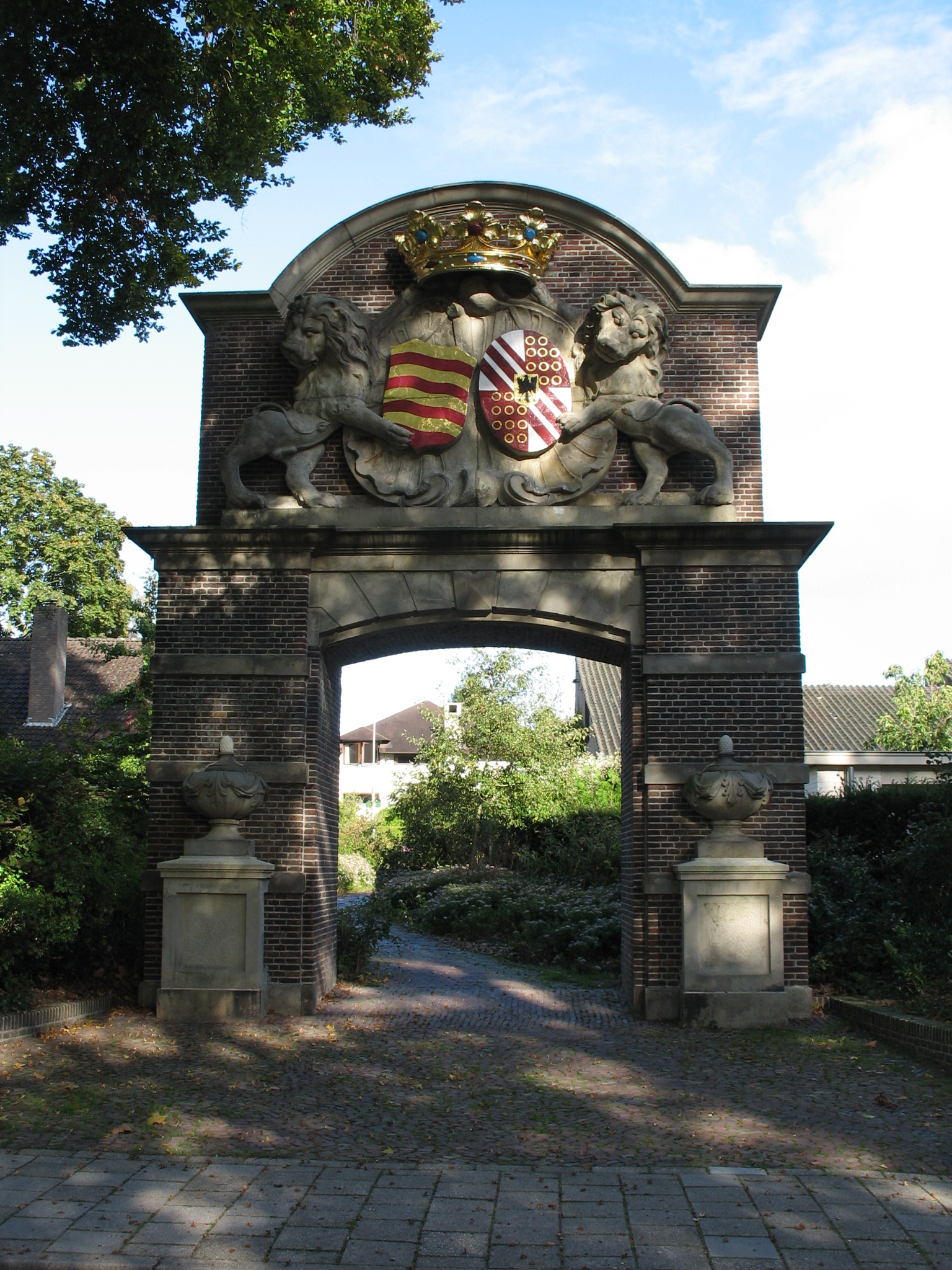
Velp: l'ingresso della tenuta di Overbeek

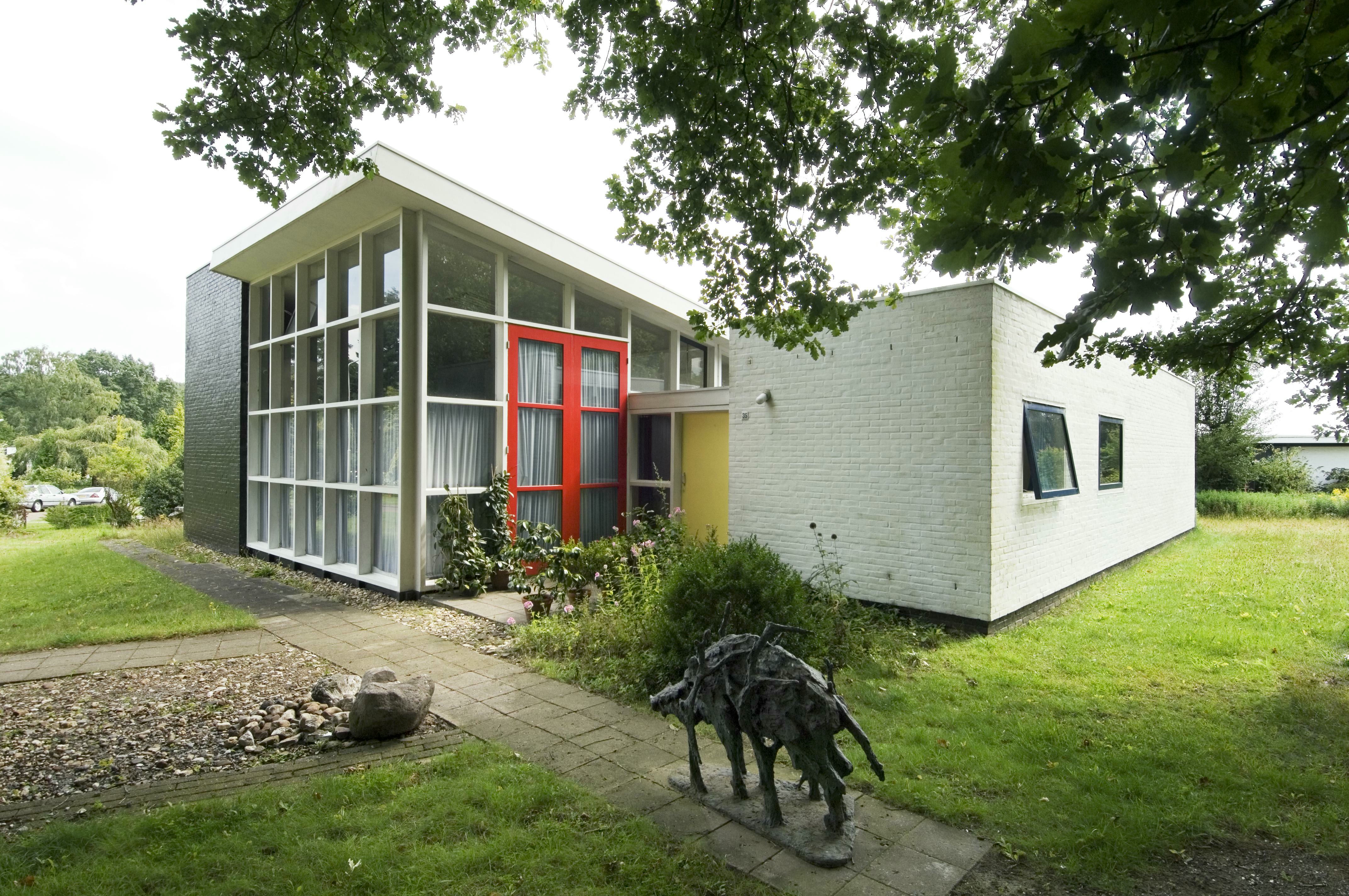
Velp: Huis Slegers

Velp è una cittadina di circa 18 000 abitanti,  dell'est dei Paesi Bassi, facente parte della provincia della Gheldria (Gelderland) e situata lungo il corso del fiume IJssel, nella regione della Veluwe. È il centro più popoloso della municipalità di Rheden.

## Geografia fisica
Velp si trova alle porte di Arnhem (precisamente a nord-est di questa città) e nei pressi del villaggio di Rheden, nella parte meridionale della provincia della Gheldria e non lontano dal confine con la Germania. Il territorio di Velp confina inoltre con quello della municipalità di Rozendaal, mentre il fiume IJssel bagna la parte meridionale della città.
Il centro abitato di Velp ha un'estensione di 11,15 km², di cui 0,32 km² sono costituiti da acqua.

## Storia
La località venne menzionata per la prima volta nel 891, la proprietà dei territori di cui anche Velp faceva parte venne ceduta da un certo Walto all'abbazia di Lorsch (Germania). In seguito, nel 1256, tale territorio passò nelle mani di Otto II di Gheldria.
La località conobbe un notevole sviluppo economico a partire dalla metà del XIX secolo. Lo sviluppo economico proseguì poi al termine della seconda guerra mondiale.
A partire dall'inizio del XXI secolo, vennero realizzate nella parte settentrionale di Velp delle nuove villette: il nuovo assetto architettonico portò alla demolizione di alcuni edifici storici, come il castello della tenuta di Overbeek e alcune antiche fattorie.

## Monumenti e luoghi d'interesse
Velp vanta 61 edifici classificati come rijksmonument e 237 edifici classificati come gemeentelijk monument.

### Architetture religiose

#### Oude Jan
Il più antico edificio religioso di Velp è l'Oude Jan, una chiesa ubicata al nr. 56 della Kerkstraat ed eretta agli inizi del XII secolo per volere degli abati dell'abbazia di Deutz, in Germania.

#### Chiesa della Visitazione di Maria
Altro storico edificio religioso di Velp è la chiesa della Visitazione di Maria, situata nell'Emmastraat ed eretta su progetto dell'architetto J.W. Boerbooms tra il 1884 e il 1885sulle rovine della chiesa di San Bonifacio, che risaliva al 1834.

#### Oude Kerk
Altro edificio religioso classificato come rijksmonument è l'Oude Kerk, situata lungo la Kerkstraat realizzata tra il 1839 e il 1841 in stile neoclassico su progetto dell'architetto Evert Jenni.

#### Oranjekerk
Lungo la l'Oranjestraat si trova poi l'Oranjekerk, una chiesa evangelica che risale al 1875.

#### Zuiderkerk
Lungo la Kerkallee si trova poi la Zuiderkerk, realizzata nel 1887 su progetto dell'architetto Kortlang.

#### Nederlandse Protestanten Bond
Lungo la Doctor Fabiusstraat si trova poi la Nederlandse Protestanten Bond, edificio classificato come gemeentelijk monument e realizzato nel 1905 su progetto dell'architetto A.J.G. Jansen.

### Architetture civili

#### Tenuta e castello di Biljoen
Altro luogo d'interesse è la tenuta di Biljoen: l'edificio principale della tenuta è il castello di Biljoen (Kasteel Biljoen), eretto intorno al 1530 per volere di Karel van Egmond, duca di Gheldria, ed ampliato successivamente nella seconda metà del XVII secolo, nel XVIII e XIX secolo.

#### Tenuta di Overbeek
Lungo la Hoofdstraat si trova poi la tenuta di Overbeek, dove fino all'inizio del XXI secolo si trovava il castello di Overbeek: l'edificio era stato realizzato nel 1640 per volere del maggiore Willem van Broeckhuysen che lo chiamò "Scholtenhuis" e, dopo la morte di quest'ultimo (avvenuta in un duello) passò nelle mani della famiglia Lannoy, che nel 1677 lo ribattezzò "Overbeek".

#### Huis Slegers
Altro edificio di Velp classificato come rijsksmonument è Huis Slegers: questo edificio venne realizzato come atelier tra il 1952 e il 1954 su progetto dell'architetto Gerrit Rietveld.

## Società

### Evoluzione demografica
Al censimento del 2021, Velp contava una popolazione pari a 18 101 abitanti.
La popolazione al di sotto dei 16 anni era pari a 2 506 unità, mentre la popolazione dai 65 snni in su era pari a 4 878 unità.
La località ha conosciuto un decremento demografico rispetto al 2020, quando contava 18 302 abitanti (dato che però era in progressivo incremento rispetto ai due anni precedenti). Nei sette anni precedenti, il dato oscillò dai 17 737 abitanti del 2013 ai 18232 del 2016.
A Velp abita circa il 40% della popolazione dell'intera municipalità di Rheden.

## Cultura

### Musei

#### Museo geologico della Gheldria
A Velp è ubicato dal 1995 il Museo geologico della Gheldria (Gelders Geologisch Museum), in cui sono esposti numerosi fossili, minerali, rocce e altri reperti.